# Železná rybka štěstí

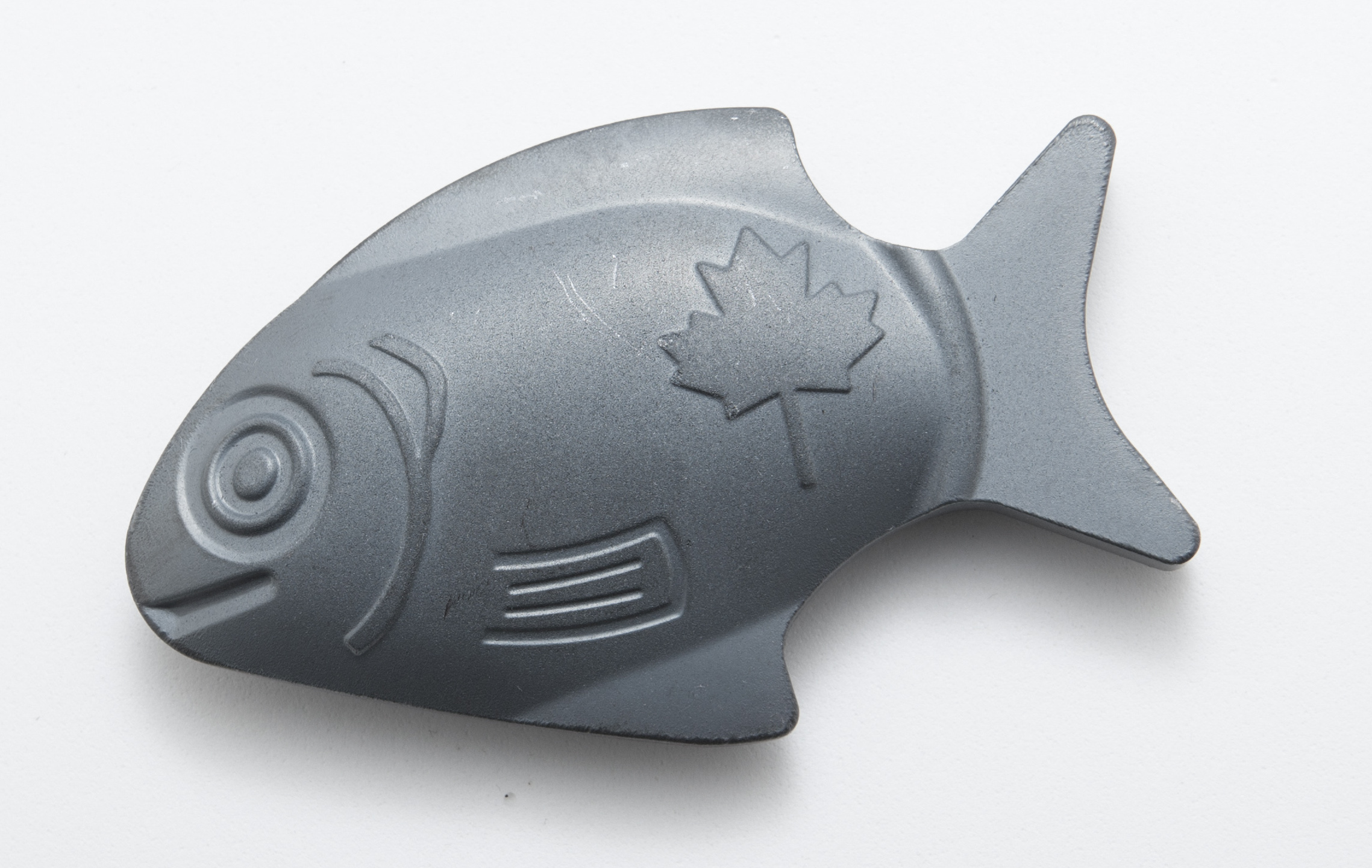
Železná rybka štěstí

Železná rybka štěstí (anglicky lucky iron fish či pouze iron fish) je litinový odlitek ve tvaru ryby, který slouží jako prostředek k doplnění železa ve stravě, zejména u osob trpících anémií z nedostatku železa. Tento předmět se vkládá do vroucí vody při vaření, čímž se do jídla a vody uvolňují malé dávky elementárního železa.
Tento koncept doplňování železa vznikl v roce 2008 díky kanadským zdravotníkům působícím v Kambodži. V roce 2012 byla založena společnost The Lucky Iron Fish Project, jejímž cílem bylo rozšířit výrobu, propagovat využívání rybky zejména ve venkovských oblastech a distribuovat ji prostřednictvím partnerských nevládních organizací. Výzkum z roku 2017 ukázal, že železná rybka štěstí pomáhá jen při anémii způsobené nedostatkem železa. V zemích, jako je Kambodža, kde většina případů anémie vzniká z jiných příčin – například dědičných poruch krve – se proto její používání nedoporučuje.

## Popis
Železná rybka štěstí měří přibližně 7,6 cm a váží asi 200 gramů. Používá se tak, že se vloží do jednoho litru vroucí vody na dobu deseti minut, do které se při konzumaci vymačká několik kapek citronové šťávy. Citronová šťáva zvyšuje vstřebávání železa ve střevech. Rybka se také používá při vaření rýže nebo dušených pokrmů. Železná rybka má zploštělý tvar, aby co největší část její plochy byla ponořená do vody nebo jídla při vaření. Díky tomu se do pokrmu uvolní více železa. Běžný uživatel tak získá až 75 % doporučené denní dávky železa.

## Motivace a vývoj
Přibližně 60 % těhotných žen v Kambodži trpělo podle údajů z roku 2010 anémií způsobenou nedostatkem železa ve stravě. Tento stav vede ke zvýšenému riziku předčasného porodu a poporodního krvácení. U novorozenců se častěji vyskytují poruchy vývoje mozku. Nedostatek železa představuje v Kambodži nejrozšířenější výživový problém, postihuje přibližně 44 % populace a podle odhadů způsobuje každoročně ztrátu na HDP ve výši přibližně 70 miliard amerických dolarů. Je známo, že litinové nádobí při vaření uvolňuje železo do jídla, jeho pořizovací cena je však pro chudé obyvatele kambodžského venkova příliš vysoká.
Student University of Guelph Christopher Charles získal po absolvování bakalářského studia biomedicínských věd grant od Kanadské agentury pro mezinárodní rozvoj (CIDA) na realizaci epidemiologického výzkumu v Kambodži. Výzkumný tým distribuoval ženám v jedné vesnici kousek železa s instrukcí, aby jej při vaření polévek či převařování vody vkládaly do hrnce. Místní ženy však projevily k použití kusu železa odpor a „téměř žádná jej nepoužila“. Charles to později označil za „výzvu sociálního marketingu“.
Společně s kolegy zkoušel Charles distribuovat železné ingoty ve tvaru lotosového květu, avšak i ty byly vesničany odmítány. Při rozhovorech se staršími členy komunity se dozvěděl o místním druhu ryby, který je v kambodžském folkloru považován za symbol štěstí, zdraví a hojnosti. Na základě této informace byly vytvořeny železné odlitky ve tvaru ryby, které místní obyvatelé začali používat ochotněji. Úvodní výsledky naznačovaly pokles výskytu anémie. Charles později prohlásil: „Můžete mít nejlepší léčbu na světě, ale pokud ji lidé nebudou používat, je to k ničemu.“

## Vyhodnocení
Pilotní studie probíhající od září 2008 do února 2009 ukázala, že železná rybka štěstí zvyšuje hladinu železa v krvi po dobu nejméně tří měsíců. Dlouhodobý efekt však byl minimální. Výzkum pokrýval konec monzunového období a počátek období sucha. Vesničané v té době využívali dešťovou vodu, později vodu z hlubinných studní. Právě studniční voda obsahovala vysoké koncentrace arsenu a manganu, které se v přítomnosti železa vážou do komplexů. To mohlo vést k „uvěznění“ uvolněného železa a jeho nedostupnosti pro lidské tělo. Výzkumníci tuto změnu kvality vody označili za matoucí faktor a provedli následnou studii, která s ním počítala.
Doplňující výzkum ukázal, že v místních pískových vrstvách akviferu jsou oxidy železa ve své trojmocné formě (Fe³⁺) spojeny s nízkým obsahem arsenu, zatímco dvojmocné oxidy (Fe²⁺) signalizují vyšší koncentrace arsenu. Opakovaný pokus ukázal, že po 12 měsících používání rybky se hladina železa v krvi zvýšila a výskyt anémie poklesl o 43 % ve srovnání s výchozím stavem. Naopak randomizovaná kontrolovaná studie z roku 2017 s účastí 340 kambodžských žen zjistila, že železná rybka nezvýšila hladinu hemoglobinu. U účastnic sice byla přítomna anémie, ale nebyla způsobena nedostatkem železa. Studie proto uzavřela, že používání železné rybky se nedoporučuje v Kambodži ani v zemích, kde je nízký výskyt anémie z nedostatku železa a vysoký výskyt genetických poruch hemoglobinu.

## Produkce
V prosinci 2012 založil Gavin Armstrong společnost The Lucky Iron Fish Project, jejímž cílem bylo komerčně rozvíjet myšlenku železné rybky. Výroba litinových odlitků ve tvaru ryby probíhá za účasti sociálně znevýhodněných Kambodžanů, přičemž se využívá recyklované železo z nedaleké továrny. V říjnu 2013 společnost zahájila první propagaci produktu v několika venkovských vesnicích, v lednu 2014 následovala rozsáhlejší kampaň v provincii Kandal.
V květnu 2014 firma oznámila, že získala 860 000 kanadských dolarů, z toho 500 000 CAD od organizace Grand Challenges Canada, na výrobu 60 000 kusů rybek s náklady zhruba 5 CAD za kus. Od soukromých investorů dále obdržela 1,1 milionu USD. Během prvních pěti měsíců roku 2014 dodala asi 11 000 kusů partnerským nevládním organizacím. Rybky jsou nabízeny k prodeji, protože studie ukazují, že lidé spíše používají to, co si sami koupili. Tam, kde si nákup dovolit lidé nemohou, jsou rybky distribuovány zdarma. Společnost rovněž plánovala prodej v Kanadě za 25 USD za kus, přičemž za každý prodaný kus měly být darovány tři rybky v Kambodži. Od listopadu 2015 platí model 1 : 1 – za každý prodaný kus je darován jeden. Dne 28. dubna 2014 firma oznámila, že získala certifikaci B Corporation, udělovanou neziskovou organizací B Lab.